# Căpitanul Conan (roman)
Căpitanul Conan, intitulat într-o primă traducere Căpitan Conan, (în franceză Capitaine Conan) este un roman de război scris de Roger Vercel și publicat pentru prima oară în 1934 de către Éditions Albin Michel din Paris. El a obținut premiul Goncourt în același an.
Romanul prezintă întâmplările trăite de militarii Armatei Franceze din Orient după semnarea Armistițiului de la Compiègne (1918), insistând pe figura ofițerului francez Conan pentru care războiul a devenit sensul vieții sale încât nu se mai putea adapta normelor de conviețuire socială din perioada de pace. Acțiunea se petrece pe teritoriile României și Bulgariei, în principal la București și pe malul Nistrului. Principala sursă de inspirație a romanului o reprezintă propriile amintiri ale autorului, mobilizat în Armata Franceză din 1914 până în 1919.
În domeniul literaturii de război, Căpitanul Conan este unul dintre puținele romane care evocă luptele purtate de Armata Franceză din Orient pe Frontul din Macedonia în Primul Război Mondial, precum și primele amenințări revoluționare sovietice la adresa României.
Romanul a fost ecranizat ulterior de regizorul francez Bertrand Tavernier într-un film omonim ce a avut premiera în 1996. Filmul, turnat în mare parte în România, a obținut în 1997 două premii César: premiul pentru cel mai bun regizor (Bertrand Tavernier) și premiul pentru cel mai bun actor (Philippe Torreton).

## Rezumat

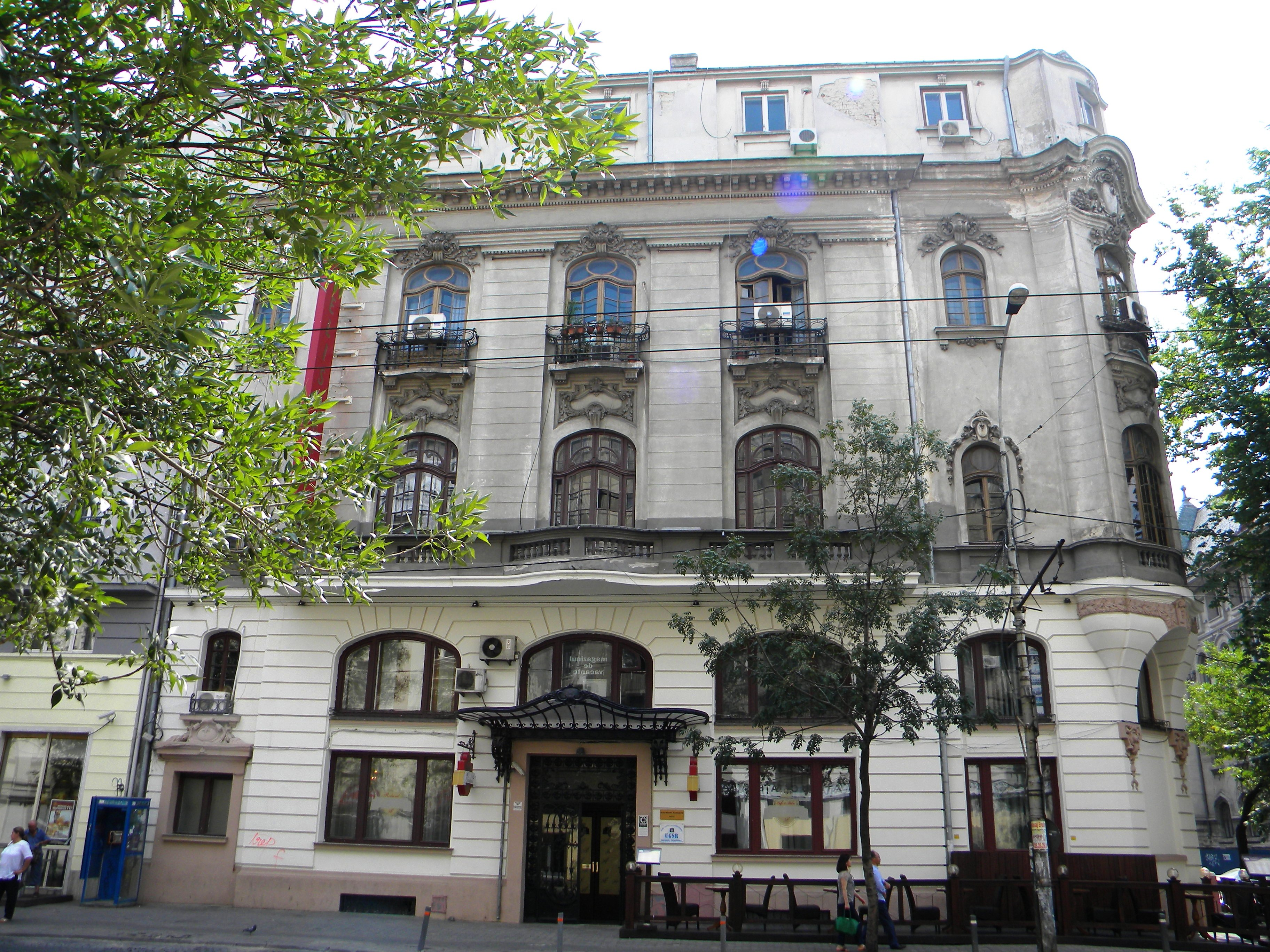
Clădirea fostului Club Austro-Ungar din București, în care a funcționat localul Palais de Glace.

După ce a participat la Bătălia de la Dobro Pole (15–18 septembrie 1918), un regiment al Armatei Franceze din Orient a traversat timp de cinci săptămâni în pas alergător un traseu muntos lung de circa 600 km prin Macedonia și Bulgaria, ajungând în noiembrie 1918 pe malul bulgăresc al Dunării. Militarii sunt informați acolo de semnarea Armistițiului de la Compiègne (11 noiembrie 1918). În fața unei ulcele de vin doi tineri ofițeri (locotenenții Norbert și Conan) rememorează cele mai importante momente ale activității militare desfășurate în timpul războiului. Unitățile franceze pătrund apoi pe teritoriul României și, împreună cu unitățile române, eliberează Bucureștiul, defilând solemn pe Calea Victoriei în urma generalului Berthelot.
În ciuda încheierii armistițiului, unitățile franceze continuă să rămână mobilizate timp de mai multe luni, fiind încazarmate inițial la București. După patru ani de război, militarii se adaptează greu atmosferei de cazarmă din perioada de pace, fiind nemulțumiți că nu mai primesc misiuni de luptă și că sunt supuși unei rutine cazone plictisitoare. Cel mai indignat de acest formalism birocratic este locotenentul Conan, comandantul unui detașament de cercetare format din soldați curajoși și duri care au săvârșit numeroase acte de eroism pe front. Delictele săvârșite se înmulțesc de la simple acte de indisciplină (precum nesalutarea unui superior, lipsa de la apel sau insubordonare) până la infracțiuni mai grave (furt de material militar, dezertare și brutalități față de populația civilă). După un stagiu ca avocat al unor soldați acuzați de fapte minore, Norbert este numit comisar raportor, având sarcina de a-i trimite la judecata Consiliului de Război pe militarii acuzați de încălcarea legii. În timp ce ignoră faptele mărunte, el nu este dispus să treacă cu vederea delictele violente, iar anchetarea unui jaf armat săvârșit de câțiva militari în localul Palais de Glace de pe Bulevardul Regina Elisabeta din București îl aduce în conflict cu prietenul său, Conan.
Regimentele franceze părăsesc rând pe rând România la începutul anului 1919, iar Norbert îl regăsește pe Conan în Bulgaria, în apropiere de Sofia, și află cu această ocazie că prietenul său a fost avansat la gradul de căpitan. Această avansare era atât o recunoaștere a eroismului dovedit în incursiunile militare de pe teritoriul inamic, cât și o încercare de a-l cuminți până la apropiata demobilizare.

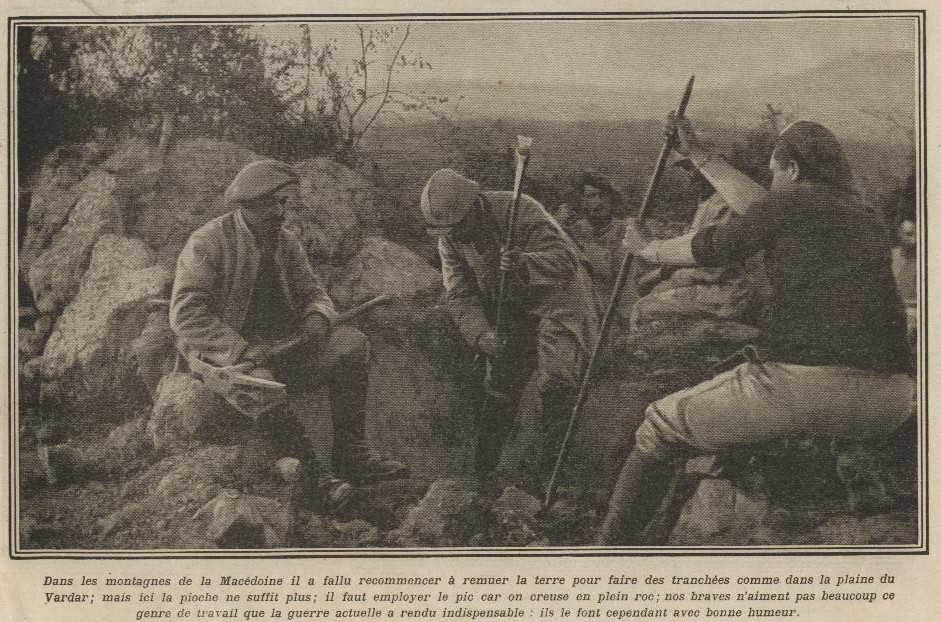
Militari francezi săpând tranșee în munții Macedoniei (1916).

În aprilie 1919 Norbert este însărcinat cu investigarea unui dublu delict de dezertare și trădare; acuzatul, soldatul adolescent Jean-René Erlane, fusese trimis cu un an în urmă într-o misiune de legătură în timpul luptelor de pe valea Vardarului și, pierzându-se cu firea din cauza bombardamentelor, ajunsese în liniile bulgare și se predase inamicului. În ciuda eforturilor lt. Norbert de a-i evidenția circumstanțe atenuante, Erlane este condamnat la moarte de tribunalul militar. În același timp, căpitanul Conan este arestat pentru uciderea din culpă a unui bulgar. Prins la mijloc între datoria de comisar raportor și respectul pentru un prieten care săvârșise acte de eroism pe front, Norbert își înaintează demisia și este trimis la compania sa. Ca urmare a gestului său, justiția militară franceză este dezorganizată deoarece niciun ofițer nu a vrut să-și asume sarcina de a-l trimite în judecată pe Conan.
Unitățile militare franceze sunt desfășurate apoi în Basarabia, având misiunea de a apăra frontiera româno-rusă de pe Nistru. Aici are loc una din ultimele încleștări armate în care sunt angrenați militarii francezi: Lupta de la Tighina (27–28 mai 1919). În cursul incursiunii nocturne peste Nistru a bandelor bolșevice, trupele franceze sunt luate prin surprindere și își apără pozițiile cu dârzenie, dar sunt copleșite de numărul mare de atacatori. Observând acele lupte, Conan strânge un grup de militari arestați și condamnați și inițiază un contraatac curajos, alungându-i pe inamici peste frontieră.
După demobilizare Norbert corespondează o perioadă cu Conan și află dintr-o ultimă scrisoare primită de la el că fostul căpitan se căsătorise în 1921 și se mutase din Bretania în orașul nevestei lui. Mai târziu, aflându-se în trecere prin acea zonă, decide brusc să-și revadă fostul prieten și găsește un om puhav și bolnav de ciroză, pe care aproape că nu-l mai recunoaște. Conan se simte jenat de aspectul său și-i spune lui Norbert că mai are de trăit cel mult șase luni și că așa vor sfârși treptat toți cei care au câștigat războiul.

## Structură
Romanul este împărțit în 15 capitole numerotate cu cifre romane și fără titluri.

## Personaje
- André Norbert — naratorul romanului,[5] tânăr ofițer francez, student la Facultatea de Litere înainte de război.[16] A luptat pe Frontul de Vest și apoi pe Frontul din Macedonia și, cu toate că era preocupat mai mult de propria supraviețuire, a fost citat totuși de două ori pe ordinul de zi.[17] Este comandantul unei companii de infanterie la momentul anunțării armistițiului.[18]
- Conan — tânăr ofițer breton de vânători alpini, contingent 1913, originar din Saint-Malo. În viața civilă a fost proprietarul unei mercerii.[7][19] A absolvit Școala Specială Militară de la Saint-Cyr, după care a luptat pe Frontul de Vest.[20] A fost mutat în ianuarie 1917 pe Frontul din Macedonia, unde a comandat un detașament de cercetare care a efectuat incursiuni curajoase pe teritoriul inamic.[21] A fost decorat cu Legiunea de Onoare și cu Crucea de Război cu cinci stele și trei frunze de laur.[22] „Cei care-l cunoșteau se jurau că flăcăul ăsta blajin, pe care ți l-ai fi închipuit mai degrabă în fața unei ulcele cu cidru, încălțat cu saboți și purtând pe cap o pălărioară rotundă cu panglici, ca țăranii bretoni, întreprindea incursiuni de o îndrăzneală înspăimântătoare și că cei cincizeci de gealați din subordinea lui ascultau de el ca de bunul Dumnezeu”.[23]
- Ghislain de Scève — tânăr ofițer de carieră francez cu origini aristocrate, comandantul companiei a 3-a.[24] A fost luat prizonier de bulgari pe Frontul din Macedonia și a fost eliberat după Armistițiul de la Salonic (1918).[25] Are o atitudine de dispreț față de conformism și expune provocator opinii independente în aproape orice împrejurare.[26] Este transferat apoi la Biroul Economic al armatei.[27]
- Bouvier — maior francez, comandantul batalionului din care fac parte companiile lui Norbert și Conan.[28] Bătrân ofițer de carieră, manifestă dispreț față de ofițerii rezerviști din batalion.[29]
- Jean-René Erlane — soldat francez în vârstă de 19 ani, acuzat de dezertare la inimic și trădare, pe care Norbert îl consideră „un copil”.[7][30] Provenit dintr-o familie bogată, el este un băiat bolnăvicios și hipersensibil, care s-a pierdut cu firea în timpul unor bombardamente pe când efectua o misiune de legătură și a ajuns în liniile bulgare, unde s-a predat.[31]
- Dubreuil — preot misionar în cadrul Misiunilor Străine, care a desfășurat o activitate de apostolat în Fiji; mobilizat în cadrul Regimentului 58.[32] Acceptă propunerea lui Norbert de a-l apăra pe Erlane, fără a reuși să-i convingă pe judecătorii militari.[33]
- Ștefănescu — inspector al Poliției Române, care îl ghidează pe lt. Norbert în căutarea prostituatelor plătite de militarii francezi ce realizaseră jaful armat de la Palais de Glace.[34]
- domnișoara Georgette — prostituată franceză, care își atrage clienții de la Casa Capșa.[35] A venit la București în 1912 după ce-și luase diploma de învățătoare.[36]

### Surse de inspirație

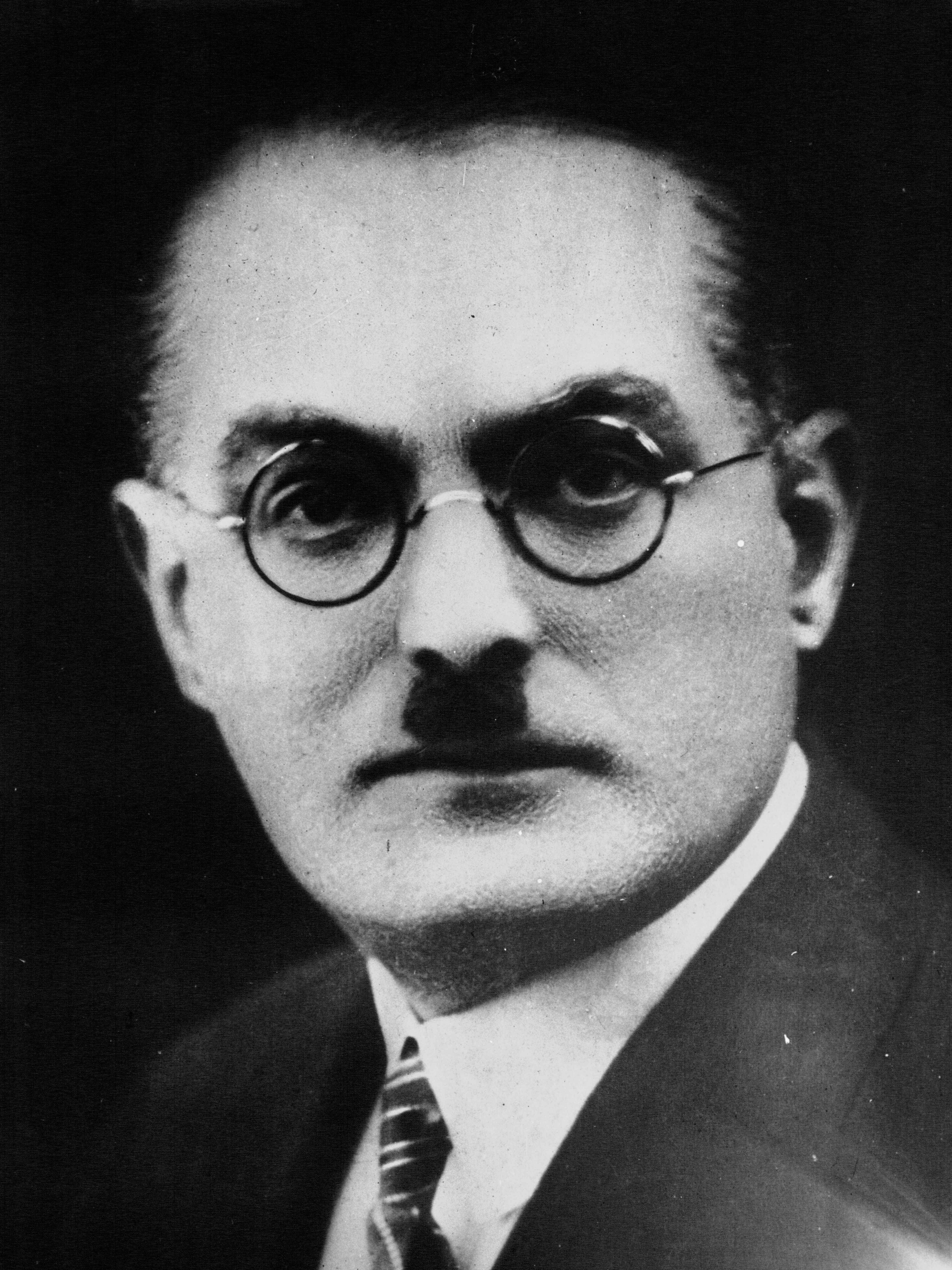
Roger Vercel în 1934

### Tema romanului

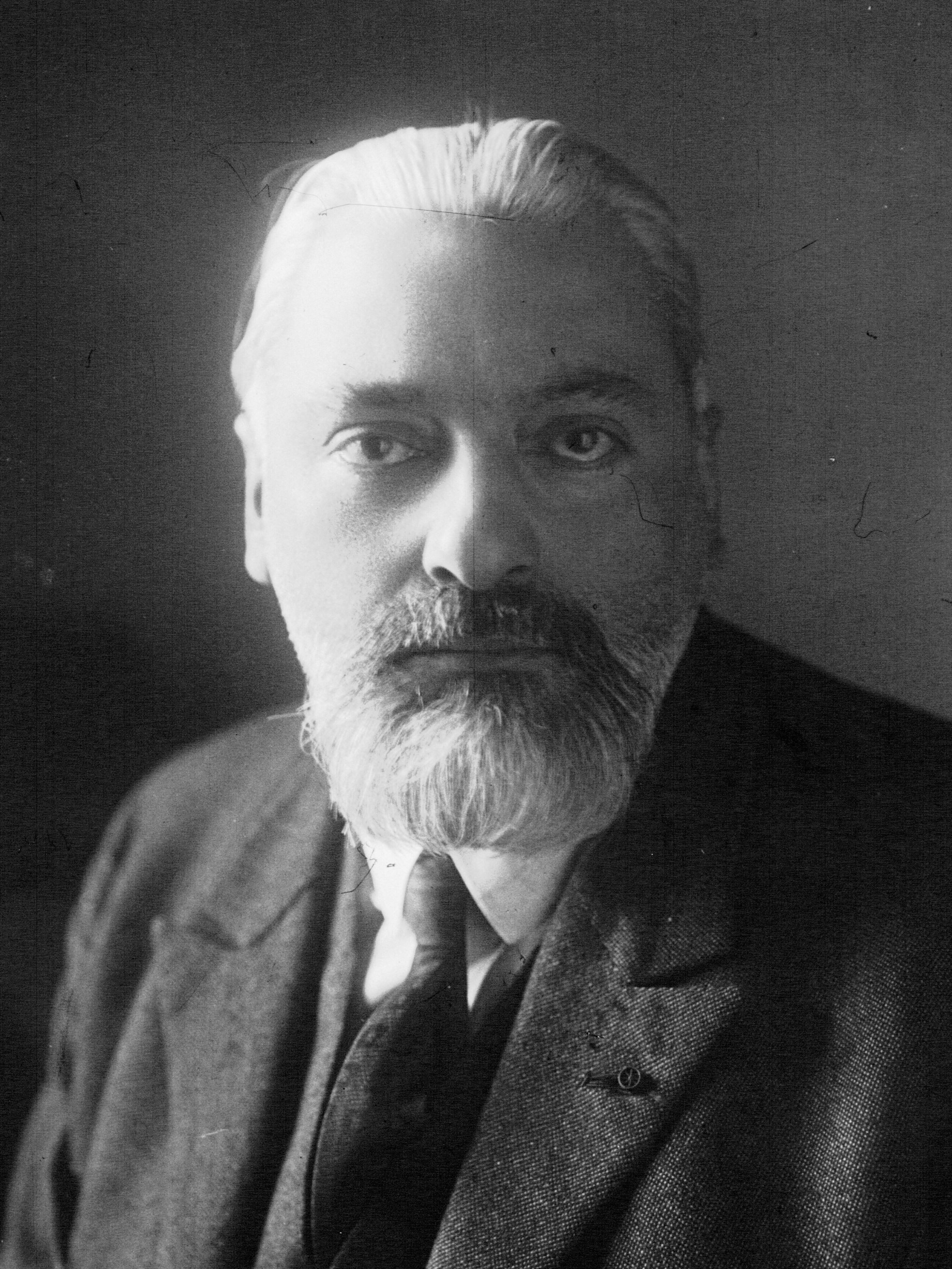
Stilul narativ al lui Roger Vercel a fost asemănat cu cel al lui Claude Farrère.

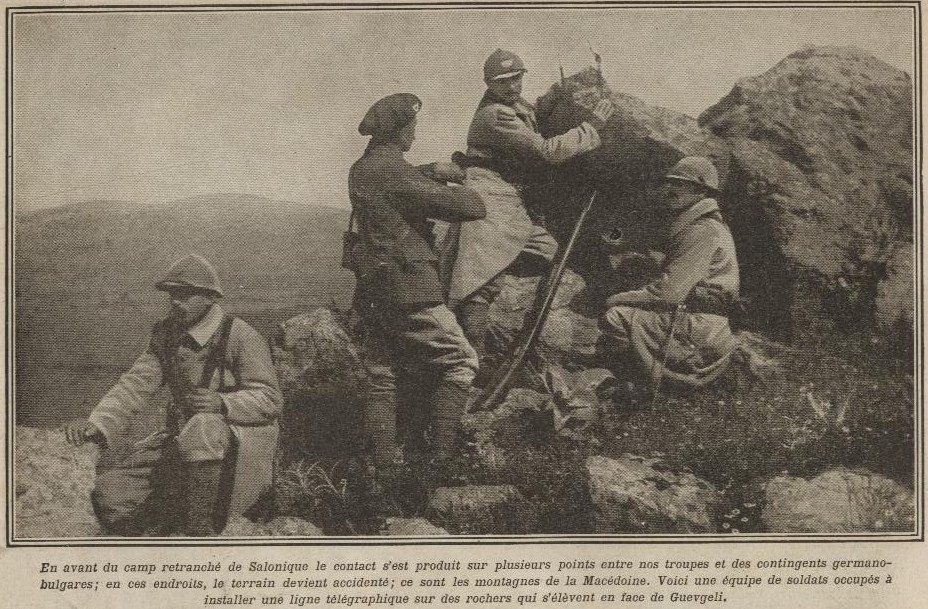
Militari francezi în munții Macedoniei (1916), pe stâncile din apropierea orașului Gevgelija.

### Traduceri în limba română

Coperta primei ediții în limba română a romanului, publicată în 1935.

## Scriere și publicare